# Прапор Республіки Калмикія
Прапор Республіки Калмикія є державним символом Республіки Калмикія. Прийнятий Парламентом Республіки 11 червня 1996 року. У Державному геральдичному регістрі Російської Федерації розташований під № 151.

## Історія

Калмицьке ханство 1630-1771 (варіант прапору при незалежності)
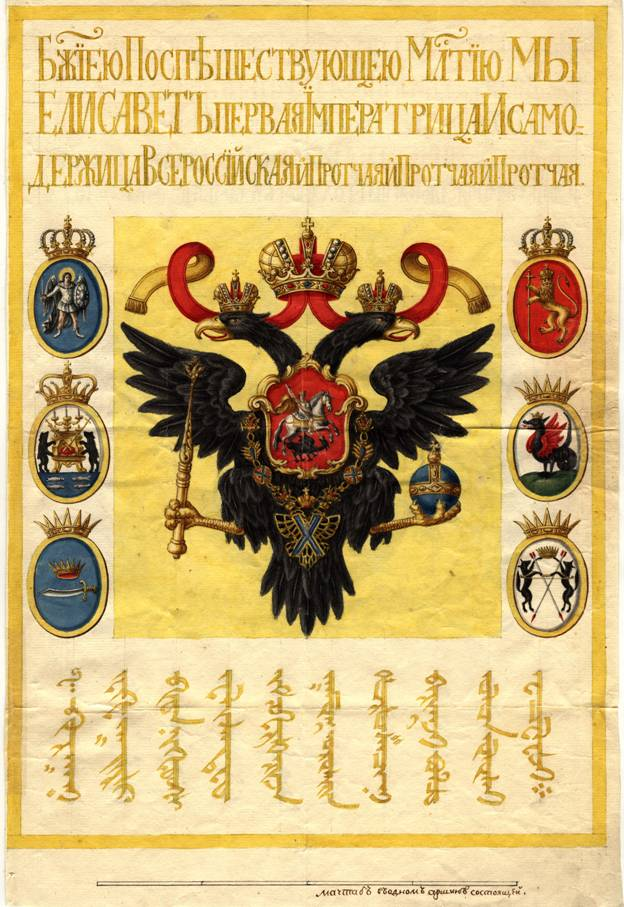
Калмицьке ханство 1724-1771 (варіант під час анексії Московією
1937-1938
1938-1943
1958-1992
1992-1993
з 1993

## Опис
Державний прапор Республіки Калмикія — Хальмг Тангчин туг — є прямокутне полотнище золотисто-жовтого кольору, в середині якого зображено блакитне коло з білою квіткою лотоса, що складається з дев'яти пелюсток. Верхні п'ять пелюсток лотоса втілюють п'ять континентів земної кулі, чотири нижні пелюстки — чотири сторони світу, які символізують прагнення народів республіки до дружби, співпраці з усіма народами миру.
Державний прапор Республіки Калмикія — Хальмг Тангчин туг прикріпляється до держака, увінчаного наконечником червоного кольору у формі «язика полум'я» з контурними контурами на нім стародавнього символу Дербен Ойратів — чотирьох кругів, що скріпляють між собою, в підставі якого «улан залу».
- Відношення ширини прапора до його довжини — 1:2
- Відношення радіусу круга до ширини прапора — 1:3,5
- Відношення довжини наконечника до ширини прапора — 1:4,5